# Bahnhof Gloggnitz

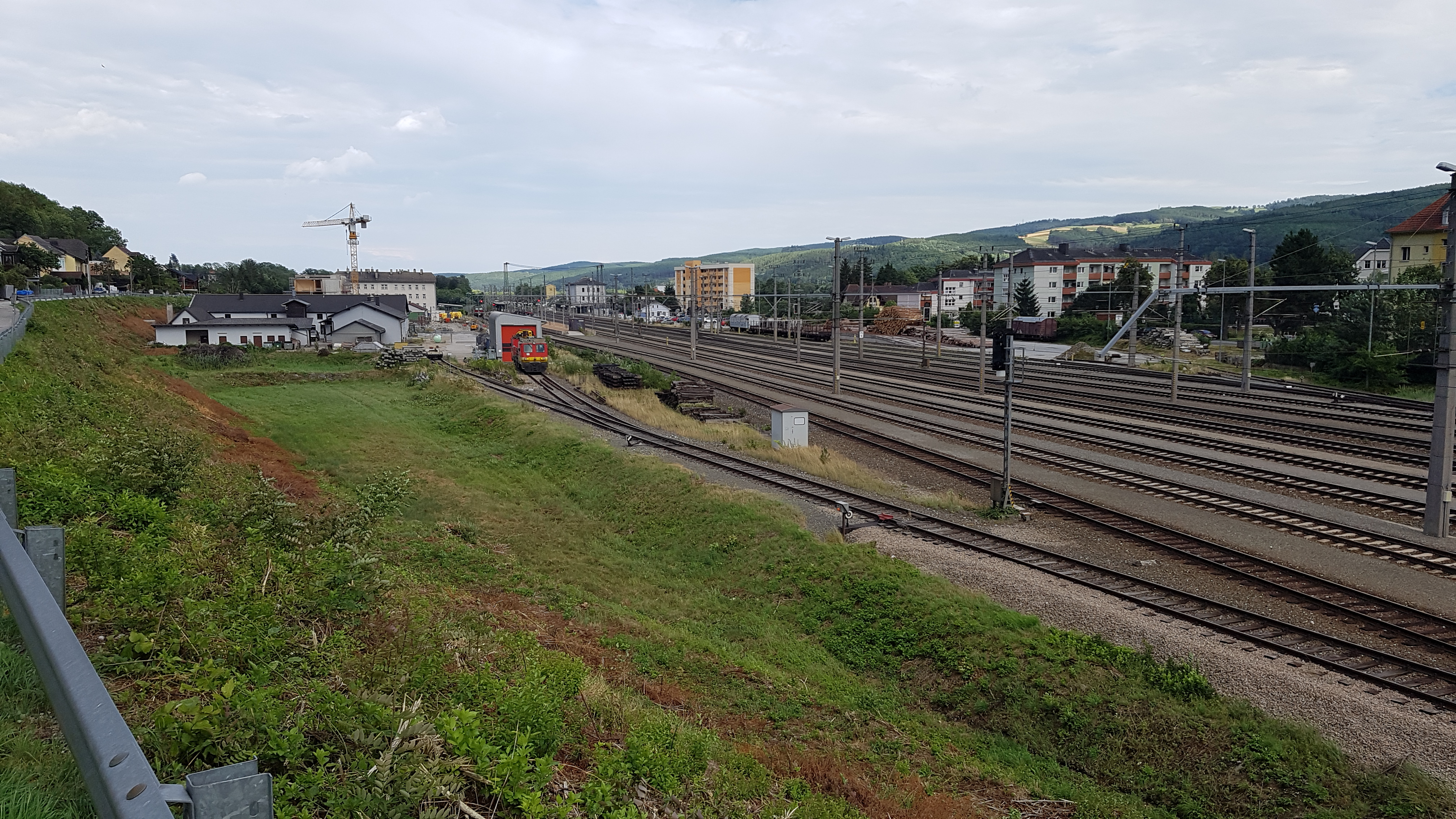
Bahngelände in Gloggnitz, Blick nach SO

Der Bahnhof Gloggnitz ist der Bahnhof der Stadt Gloggnitz in Niederösterreich. Er liegt an der Südbahn und war bis zu der Eröffnung der Semmeringbahn 1854 der Endpunkt der Südbahn. Das Aufnahmsgebäude steht seit 2017 unter Denkmalschutz (Listeneintrag).
Vor allem für den Betrieb auf der Bergstrecke der Semmeringbahn ist der Bahnhof von Bedeutung. Zu Zeiten des frühen Dampfbetriebs nach der Eröffnung der Strecke erfolgte in Gloggnitz bei allen Zügen der Wechsel auf die für die Bergstrecke beschafften Engerth-Lokomotiven der späteren Südbahnreihe 19. Zudem wurden die Züge in Gloggnitz geteilt, da anfangs am Semmering weder Vorspann- noch Schublokomotiven zugelassen waren. Ab 1867 wurden Schublokomotiven ausnahmsweise bei Güterzügen und ab 1870 auch bei Reisezügen zugelassen. Wie zuvor der Wechsel auf die Berglokomotiven wurden auch die Schublokomotiven im Bahnhof Gloggnitz den Zügen in Richtung Süden beigestellt. Ab den 1930er-Jahren wurden auch Vorspannlokomotiven zugelassen, die teilweise schon vor Gloggnitz beigestellt wurden. Mit der Elektrifizierung 1958 wurden an den Zug gekuppelte Schublokomotiven aufgrund der schwierigen Betriebsbedingungen untersagt und nur Vorspannlokomotiven eingesetzt. Erst nach Ausrüstung mit Zugbahnfunk wurde Schubbetrieb wieder zugelassen. Der Bahnhof Gloggnitz dient bis heute dem Beistellen von Vorspann- und Schublokomotiven, überzählige Lokomotiven werden hierzu regelmäßig mit Lokzügen zwischen Gloggnitz und Mürzzuschlag am südlichen Ende der Bergstrecke gewechselt. Besonders schwere Güterzüge werden bis heute im Bahnhof Gloggnitz geteilt.
Über Jahrzehnte war der Bahnhof Gloggnitz außerdem Fernverkehrshalt für viele Fernzüge über die Semmeringbahn. So gab es bspw. im Sommerfahrplan 1938 Direktverbindungen von Gloggnitz über den Semmering nach Meran, Zagreb und Rom. Auch nach dem Zweiten Weltkrieg wurde Gloggnitz von Fernzügen bedient, im Winter 1974/75 hielten bspw. in Richtung Süden der D 251 „Ljubljana-Express“ und der D253 nach Belgrad sowie der Ex255 „Balkan-Express“ mit Kurswagen nach Athen. In den letzten Jahren ist die Bedeutung von Gloggnitz als Fernverkehrshalt zurückgegangen. Bis 2015 hielt ein Railjet Richtung Prag in Gloggnitz, seit dem Fahrplanwechsel 2015/16 hält nur mehr ein Schnellzug-Paar.

## Linien im Verkehrsverbund Ostregion

### Fernverkehr
| Linie | Strecke                             | Taktfrequenz               |
| ----- | ----------------------------------- | -------------------------- |
| D     | Mürzzuschlag – Gloggnitz – Wien Hbf | ein Zugpaar, täglich Mo–Fr |

### Regionalverkehr
| Linie | Strecke | Taktfrequenz       |
| ----- | --- | ------------------ |
| CJX9  | (Mürzzuschlag –) Payerbach-Reichenau – Gloggnitz – Wiener Neustadt Hbf – Wien Meidling – Wien Floridsdorf (– Laa an der Thaya) | 30/60-Minuten-Takt |
| R91   | Mürzzuschlag – Gloggnitz – Wiener Neustadt Hbf                                                                                 | Wochenende         |

### Autobuslinien
343 Gloggnitz – Schottwien – Maria Schutz – Semmering
344 Gloggnitz – Stuppach – Prigglitz
345 Gloggnitz – Payerbach
349 Neunkirchen – Wimpassing im Schwarzatale – Gloggnitz
366 Neunkirchen – Ternitz – Gloggnitz – Kirchberg am Wechsel
367 Kirchberg am Wechsel – Otterthal – Gloggnitz